# Ostéosclérose

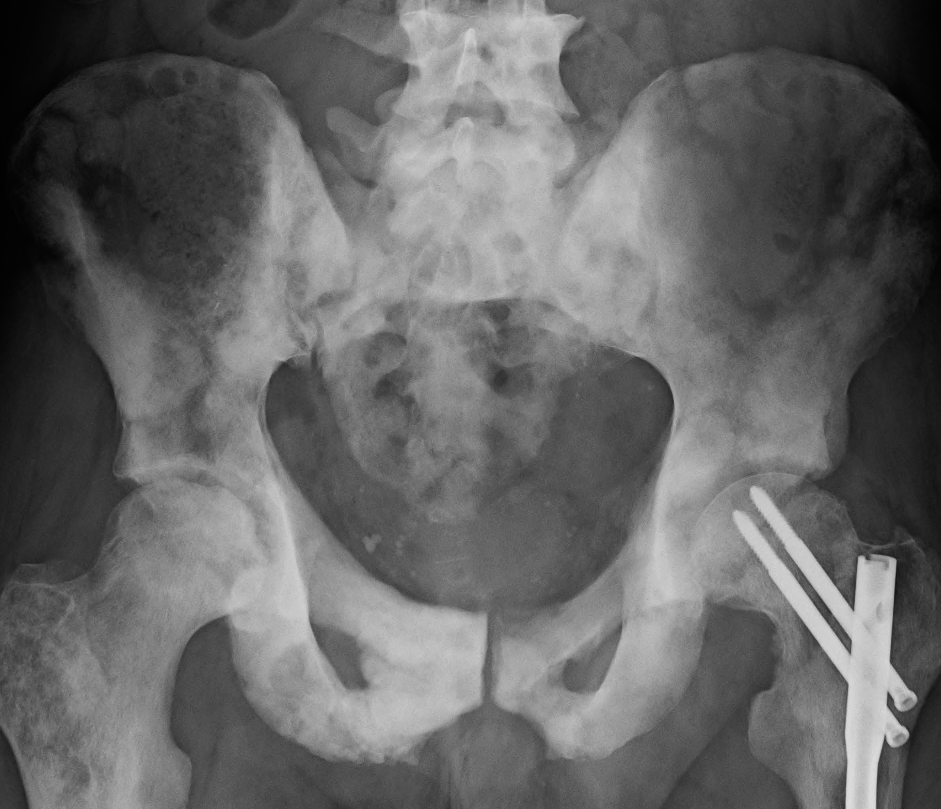
Ostéosclérose du pelvis due à un cancer.

L’ostéosclérose est une affection osseuse qui se caractérise par un accroissement de la densité osseuse trop importante. Elle survient souvent à la suite d'une lésion ou d'une fracture de l'os, mais peut également être causée par des inflammations osseuses, un cancer des os ou par l'arthrose.

Son diagnostic s'effectue grâce à des symptômes caractéristiques (excroissance osseuse, fragilité osseuse, douleurs), qui sont confirmés par des examens radiologiques.

Il n'existe pas de traitements spécifiques contre l'ostéosclérose, qui est souvent irréversible.